# Richard William Johnson
Pour les articles homonymes, voir Général Johnson, Richard Johnson et Johnson.
Richard W. Johnson (27 février 1827 – 21 avril 1897) est un officier de l'armée de l'Union pendant la guerre de Sécession.

## Biographie

### Vie personnelle
Richard William Johnson naît dans le Kentucky, le 27 février 1827 à Smithland, dans le comté de Livingston, fils de James Johnson (1785-1837) et de Louisa Harmon Johnson (1790-1837). Johnson épouse Rachel Elizabeth Steele (1826–7 avril 1891). Leurs fils sont le capitaine Alfred Bainbridge Johnson (31 mars 1853 – 18 mars 1897) et le commandant Richard Woodhouse Johnson (15 janvier 1855 – 24 juillet 1929).

### Début de carrière
Johnson est diplômé de l'académie militaire de West Point en 1849. et jusqu'à l'époque de la guerre de Sécession, il effectue principalement un service frontalier. En 1861, il est promu colonel du 3rd Kentucky Cavalry et peu de temps après devient brigadier général des volontaires des États-Unis. Il participé en tant que commandant de la cavalerie, aux campagnes occidentales de 1861 et 1862 et le 21 août 1862, est vaincu et capturé par le colonel John Hunt Morgan, contre qui il avait été envoyé pour le chasser hors du Tennessee.

### Armée du Cumberland

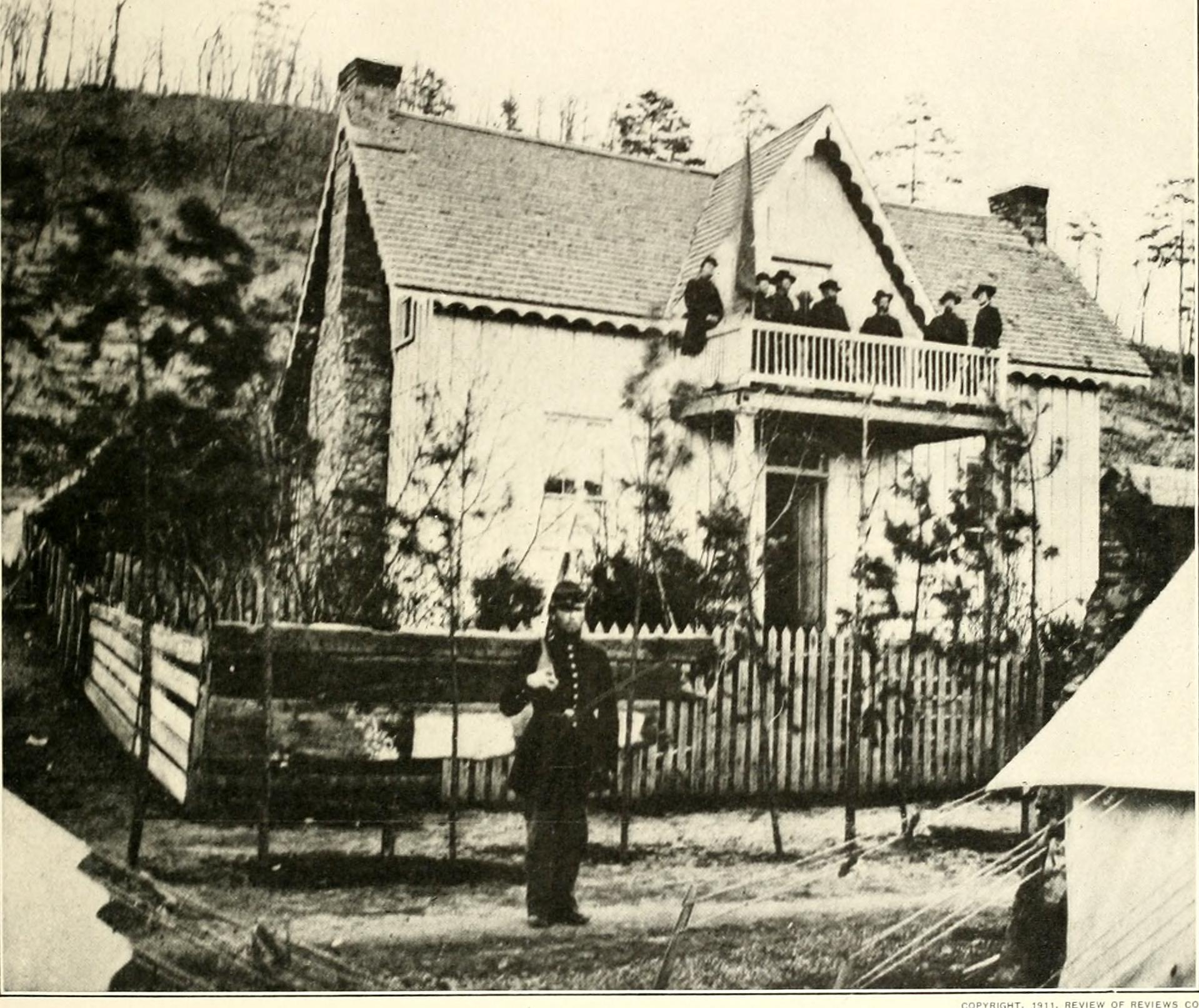
Dans Graysville, nord de la Géorgie

Lors de la bataille de Stones River de 1863, Johnson commande une division sur le flanc droit, sous les ordres du major général Alexander McCook. Le commandement de Johnson est flanqué sur sa position par la première attaque confédérée. Lors de la bataille de Chickamauga, sa division du XXe corps fait partie du commandement du général Thomas sur la gauche fédérale. Au cours de la bataille de Chattanooga, elle est l'une des divisions qui chargent sur Missionary Ridge. L'année suivante, il commande une division de l'armée du Cumberland lors de l'invasion de la Géorgie et est gravement blessé lors de la bataille de New Hope Church (28 mai 1864).

### Service de cavalerie
Le 22 août 1864 Johnson est nommé chef de la cavalerie de la division militaire du Mississippi. Il commande une division de cavalerie à la bataille de Nashville. Le deuxième jour de la bataille, Johnson reçoit un brevet de major général des volontaires, complété le 13 mars 1865 par le brevet de brigadier général dans l'armée régulière, et le même jour est breveté major général dans l'armée régulière, pour « bravoure et services méritoires pendant la guerre ». Johnson est laissé derrière quand le major général James H. Wilson commence son raid en Alabama, en 1865.

### Après la guerre
Johnson quitte le service actif des volontaires le 15 janvier 1866, et devient prévôt marshal général de la division militaire du Tennessee, et, plus tard, sert en tant que juge-avocat dans divers départements militaires. Il démissionne en 1867, avec le grade de commandant, grade qui est change une loi du Congrès (du 3 mars 1875) pour celui de brigadier général. Il publie A Soldier's Reminiscences in Peace and War (1866) et Memoir of Major General George H. Thomas (1881). 
Le 6 décembre 1865, Johnson est élu en tant que compagnon vétéran de la commanderie de Pennsylvanie de l'ordre militaire de la légion loyale des États-Unis (MOLLUS) - une société militaire d'officiers qui ont servi dans les forces armées de l'Union pendant la guerre de Sécession. Il reçoit l'insigne du MOLLUS numéro 99.
Il est candidat pour devenir gouverneur du Minnesota, en 1881 en tant que démocrate, mais perd face au républicain Lucius Frederick Hubbard et obtient près de 35% des voix.
Johnson meurt le 21 avril 1897 à Saint Paul, dans le comté de Ramsey, au Minnesota, et y est enterré dans le cimetière d'Oakland.